# All the World Is Sleeping
All the World Is Sleeping is een Amerikaanse film uit 2021. De film is geschreven en geregisseerd door Ryan Lacen.

## Verhaal
Chama is een jonge moeder die in New Mexico woont en er naar streeft anders te zijn dan haar moeder die verslaafd was. Echter komt Chama in een vergelijkbare situatie te leven als ze zelf verslaafd raakt en haar dochter bij haar weg wordt genomen.
Om haar dochter terug te krijgen moet ze haar verleden onder ogen komen en aan zich zelf werken om haar leven terug op de rit te krijgen.

## Rolverdeling
- Melissa Barrera als Chama
  - Valentina Herrera als jonge Chama
- Jackie Cruz als Toaster
- Jorge Garcia als Nick
- Kristen Gutoskie als Nell
- Lisandra Tena als Beatriz
- Luis Bordonada als Santi

## Ontvangst
All the World Is Sleeping ging op 16 september 2021 in première tijdens het New York Latino Film Festival. De film ging vervolgens pas op 17 maart 2023 beperkt in première in de Verenigde Staten, vanaf dat moment was de film ook beschikbaar als video on demand.
De film werd door het publiek in het algemeen goed ontvangen. Op Rotten Tomatoes heeft de film een score van 100% op basis van 5 beoordelingen.